# Yangjialusanqiu (köpinghuvudort i Kina, Zhejiang Sheng, lat 30,22, long 121,07)
Yangjialusanqiu är en köpinghuvudort i Kina. Den ligger i provinsen Zhejiang, i den östra delen av landet, omkring 87 kilometer öster om provinshuvudstaden Hangzhou. Antalet invånare är 30 364. Befolkningen består av 15 228 kvinnor och 15 136 män. Barn under 15 år utgör 10,0 %, vuxna 15-64 år 76 %, och äldre över 65 år 12,0 %.
Runt Yangjialusanqiu är det tätbefolkat, med 659 invånare per kvadratkilometer. Närmaste större samhälle är Zhouxiang, 7,6 km sydost om Yangjialusanqiu. Runt Yangjialusanqiu är det i huvudsak tätbebyggt.
Genomsnittlig årsnederbörd är 1 778 millimeter. Den regnigaste månaden är juni, med i genomsnitt 285 mm nederbörd, och den torraste är januari, med 60 mm nederbörd.